# Paul Eugen Sieg
Paul Eugen Sieg (* 2. August 1899 in Köln; † 2. Mai 1950 in Widdig) war ein deutscher Physiker und Autor technischer Zukunftsromane.

## Werke
Detatom (1936)
In einem Industriewerk kann durch Atomzertrümmerung Radium in beliebigen Mengen hergestellt werden. Das Werk wird durch eine Finanzgruppe bedroht. Es versucht sich durch raffinierte Abwehr aus der Luft, vom Erdboden und aus der Tiefe zu schützen. Dem mächtigen Gegner gelingt es jedoch, in die Zentrale des Werkes einzudringen. Die Katastrophe, die eintritt, kann aber den Tatendrang der deutschen Forscher nicht bremsen. Sie bauen unterirdisch ein neues Werk auf; dort wird ein neuer Stoff produziert, härter als Stahl und leichter als Luft. Durch diese technische Errungenschaft wird der Weltraumflug zum Mond und auch zum Mars möglich.
Der Kern des Romans ist die Reise zum Mars, wo Reste einer technisch überlegenen Hochkultur gefunden werden. Der Held und sein treuer Diener erforschen diese und legen den Grundstein für eine Kolonisierung durch ihre Gesellschaft, die sich als von Staatsmacht gelöste autonome Macht darstellt.
Detatom erschien vor der Buchveröffentlichung als Episodenroman in der Zeitung, und zwar im Berliner Lokal-Anzeiger, 53 (1935) 228 vom 22. September 1935 in 29 Folgen bis 53 (1935) 257 vom 26. Oktober 1935 sowie unter dem Titel „Das Rätsel Detatom“ im Hannoverschen Anzeiger vom 24. November 1935 bis zum 11. Januar 1936.
Südöstlich Venus (1940)
Zwischen Erde und Mars besteht ein fahrplanmäßiger Flugverkehr. Auf dem Mars befindet sich eine Kolonie der Menschen. Bei einem fahrplanmäßigen Flug zwischen Erde und Mars gibt es eine Havarie einer Verkehrsrakete, die auf der Venus notlanden muss. Besatzung und Passagiere sehen staunend eine Umwelt, wie sie auf der Erde vor Millionen von Jahren existierte. Schachtelhalme, Siegelbäume und Farne von riesiger Größe, sumpfige Gegenden, Saurier und riesengroße Echsen bevölkern den Planeten. Nach gefahrenvollen Abenteuern gelingt dann die Heimkehr der Gestrandeten zur Erde.
Der Roman basiert auf technisch-wissenschaftlichen Erkenntnissen der damaligen Zeit und ist eine spannende Reise in die Zukunft aus der Sicht des Jahres 1940.
Der Roman ist die direkte Fortsetzung zu Detatom. Der Mars ist kolonisiert. Als dort eine Seuche, das Marsfieber, ausbricht, schickt man das schnellste Frachtraumschiff aus, das man hat, um den rettenden Impfstoff zu bringen. Dabei wählt man einen Kurs durch die Venusbahn dicht an der Sonne vorbei, um Zeit zu sparen, da sonst die Kolonie stirbt. Ein Meteoritenschauer trifft das Frachtschiff, das sodann auf der Venus havariert, die sich als urtümliche Dschungelwelt darstellt, wie man sich in den 1930er Jahren vorstellte.
In der Schilderung der Marskolonie und der Darstellung des Raumschiffes, das übrigens wassert und nicht landet, war der Roman seiner Zeit den Maßstäben des Genres der zeitgenössischen Zukunftsliteratur voraus. Es werden durchdachte Raumschiffskonstruktionen und versierten Konzepte eines Raumanzugs vorgestellt, die zu den Pappkameraden der stilisierten Hauptdarsteller kontrastiert.
Insula (postum 1953)
Der Roman schildert die Auswirkungen die eine vollständige chemische Ernährung auf die menschliche Gemeinschaft haben kann.
Auf einem Flug nach Australien muss ein Geophysiker auf einer kleinen Vulkaninsel notlanden. Auf dieser als unbewohnt angenommenen Insel entdeckt er eine unterirdische Stadt. Diese ist mit allem Erdenklichem ausgestattet, regiert wird die Stadt von einem zurückgezogen lebenden bekannten Forscher und Wissenschaftler, dessen Ziel die chemische Herstellung aller Lebensmittel ist. Der Geophysiker wird zur Mitarbeit und zum Dableiben gezwungen. Tausend andere Menschen werden auch zur Mitarbeit gezwungen. Das Ziel des Forschers und Wissenschaftlers ist die Weltherrschaft.
Angolesa (postum 1954)
In dieser Geschichte geht es um die künstliche Herstellung von Gold und die Auswirkungen, die diese Erfindung in der Welt von morgen hinterlässt. 
Dr. Peter Förster ist es endlich nach vielen Versuchen und intensiver Forschungsarbeit gelungen, Gold aus Meereswasser herzustellen. Der gesamten Wirtschaft, den Börsen und den Währungen droht der Kollaps; die Mächtigen der Welt sehen ihre Macht bedroht. Alle die, die durch die Erfindung von Dr. Förster Probleme haben, versuchen seinen Geniestreich zu vereiteln. Es beginnt eine verwegene Verfolgung von Dr. Förster, in der auch die  Natur Afrikas mit einbezogen wird.

## Bibliografie
Romane
- Detatom. Scherl Verlag, Berlin 1936.
- Südöstlich Venus. Scherl, Berlin 1940.
- Insula. Gebrüder Weiss Verlag, Berlin-Spandau 1953.
- Angolesa. Gebrüder Weiss Verlag, Berlin-Spandau 1954.

Sachliteratur
- Fotografie in den Tropen. Union Zweigniederlassung, Berlin 1934.